# Ван Цзюньчжэн
Ван Цзюньчжэн (кит. 王君正, род. 17 мая 1963, Линьи, Шаньдун) — китайский политический деятель, секретарь (глава) парткома КПК Тибетского автономного района с 18 октября 2021 года.
Ранее занимал должности секретаря парткома КПК Синьцзянского производственно-строительного корпуса (2020—2021), главы политико-юридической комиссии Синьцзяна (2019—2021), секретаря парткома КПК города Чанчунь, секретаря горкома КПК Сянъяна, вице-губернатора провинции Хубэй, мэра и секретаря КПК города Лицзян.

## Биография
Родился 17 мая 1963 года в городском округе Линьи, провинция Шаньдун.
В ноябре 1987 года вступил в Коммунистическую партию Китая. Окончил факультет общественных наук и социализма Шаньдунского университета. Получил докторскую степень по марксизму-ленинизму в Китайском народном университете (Пекин) и позднее учёную степень доктора наук по менеджменту в Университете Цинхуа.
Карьеру начал в региональном подразделении Министерства труда КНР в провинции Юньнань, где последовательно занимал должности секретаря райкома Гуаньду (городской округ Куньмин), заведующего политико-юридическим отделом муниципалитета Куньмина, там же главы организационного отдела, заместителя секретаря парткома КПК Куньмина. После был назначен заместителем председателя Народного суда провинции Юньнань, затем последовательно мэром и секретарём (главой) горкома КПК в Лицзяне.
В сентябре 2012 года получил назначение вице-губернатором провинции Хубэй. 2 мая 2013 года занял пост секретаря парткома КПК города Сянъян, спустя два месяца войдя в Постоянный комитет этого парткома. В январе 2016 года получил очередное назначение главой горкома Чанчуня — членом Посткома КПК провинции Цзилинь. В период его пребывания в должности секретаря горкома Чанчунь город прогремел на всю страну обнародованием информации об использовании местной фармацевтической компанией компонентов с истекшими сроками годности для производства вакцин против бешенства.
11 февраля 2019 года переведён в Синьцзян-Уйгурский автономный район на должность председателя комиссии провинции по политико-юридическим вопросам. 9 мая следующего года дополнительно получил пост секретаря парткома Синьцзянского производственно-строительного корпуса.
22 марта 2021 года Министерство финансов США «… обнародовало новые санкции против двух китайских чиновников в ответ на „серьезные нарушения прав человека“ в отношении мусульман-уйгуров в Синьцзяне. Санкции против Ван Цзюньчжэна, секретаря партийного комитета Синьцзянского производственно-строительного корпуса, и Чэнь Минго, директора Синьцзянского бюро общественной безопасности, были введены в координации с Канадой и европейскими союзниками».
18 октября 2021 года назначен на высшую региональную должность секретаря (главы) парткома КПК Тибетского автономного района.